# Neubekanntmachung
Die Neubekanntmachung bezeichnet in der deutschen Gesetzgebung die Bekanntmachung der Neufassung von Gesetzen und Rechtsverordnungen.

## Zweck
Gesetzestexte werden durch Änderungsgesetze aus sich heraus unverständlich und dadurch für den Rechtsadressaten zunehmend nutzlos. Im Zuge der regelmäßigen Gesetzeskonsolidierung stellt die Neubekanntmachung das betreffende Stammgesetz auf eine neue amtliche Textgrundlage. In der Regel ergeht hierfür im Gesetzgebungsverfahren mit dem Änderungsgesetz eine Bekanntmachungserlaubnis, auf die hin das Gesetz im jeweiligen Verkündungsblatt (für die Bundesrepublik Deutschland z. B. das Bundesgesetzblatt) neu bekannt gemacht werden darf.
Der Rechtsadressat erhält hierdurch eine amtliche Lesefassung, die Neufassung, des aktuellen Gesetzestextes. Diese umfasst den zu dem maßgeblichen Stichtag geltenden authentischen und einwandfreien Wortlaut des Gesetzes oder der Rechtsverordnung. Bei der Neufassung dürfen nur die zuvor förmlich beschlossenen und verkündeten Änderungen berücksichtigt werden.